# ǀAi-ǀAis Richtersveld Transfrontier Park
Der ǀAi-ǀAis Richtersveld Transfrontier ParkKlicklaut (teilweise auch als ǃGarib Transfrontier Park bezeichnet) ist ein seit dem 1. August 2003 bestehender länderübergreifender Nationalpark zwischen Namibia und Südafrika. Er setzt sich aus den vormals eigenständigen Schutzgebieten Richtersveld-Nationalpark und dem Gebiet ǀAi-ǀAis Heiße Quellen / Hunsberge zusammen.
Am 1. August 2003 unterzeichneten die Präsidenten von Namibia und Südafrika den Vertrag über den neuen Peace Park, der nun 6235 km² groß ist. In ihm befindet sich der zweitgrößte Canyon der Welt, der Fish River Canyon, der 350 Millionen Jahre alt ist. Der Park wird durch den namibisch-südafrikanischen Grenzfluss Oranje geteilt. Dieser neue Nationalpark gehört zu den Peace Parks im südlichen Afrika, da er über zwei Staatsgrenzen hinweg die Regionen schrankenlos verbindet. Grenzübergang ist eine Fährverbindung bei Sendelingsdrift.

## ǀAi-ǀAisHeiße Quellen / Hunsberge
ǀAi-ǀAis Heiße Quellen / Hunsberge sind die Teile des grenzüberschreitenden Schutzgebietes, die in Namibia liegen. Der 4611 Quadratkilometer große Park ist durch meist flaches, arides Land gekennzeichnet, das vom Fischfluss-Canyon, dem zweitgrößten Canyon der Erde, durchzogen wird. Seit 1998 sind zudem die Hunsberge Teil des Schutzgebietes.
Hier befindet sich auch das Thermalwasserresort ǀAi-ǀAis.

## Richtersveld-Nationalpark
Der Richtersveld-Nationalpark ist der letzte „wilde“ Nationalpark im äußersten Nordwesten Südafrikas. Der 1624 km² große Park wird im Norden und Osten vom Grenzfluss zu Namibia, dem Oranje, eingeschlossen, im Süden des Nationalparks befindet sich das Namaqualand mit der Kulturlandschaft Richtersveld, einem UNESCO-Welterbe.

### Natur
Die Natur im Nationalpark ist gekennzeichnet durch hohe Berge, tiefe Schluchten und extreme Trockenheit.
Typische Tierarten sind Leoparden, Bergzebras, Paviane, Springböcke, Klippspringer, Rehantilopen, Steinböckchen, kleinere Reptilien und verschiedene Vogelarten.
Berühmt ist der Park jedoch vor allem für seine Vielfalt an sukkulenten Pflanzen, von denen viele hier endemisch sind.

### Geschichte
Der Richtersveld-Nationalpark wurde am 16. August 1991 zum Naturschutzgebiet erklärt. Der Vertrag sicherte den Bewohnern der Gegend, den Nama, zu, dass sie ihre bisherigen Tätigkeiten einschließlich Viehzucht im Naturpark weiterhin ausüben dürfen.
Dieser Nationalpark ist mit dem Fischfluss-Canyon verbunden und bildet damit einen der 18 Peace Parks im mittleren und südlichen Afrika, die sich über Staatsgrenzen hinweg erstrecken.

### Anreise
Die beste Anreisemöglichkeit ist das Flugzeug, da die Anfahrt ab Kapstadt (Westkap) oder Upington (Nordkap) sehr lang ist.
Der Park ist ein „Insidertipp“ unter Naturliebhabern, Südafrika-Kennern und Naturforschern und wird auch fast ausschließlich von diesen besucht.

## Klima
Das extreme Klima wird gekennzeichnet von hohen Temperaturen, Trockenheit und hohen tages- und jahreszeitlichen Schwankungen. Im Sommer werden Temperaturen von über 50 °C gemessen. Nachts ist es generell kühler; im Winter kann es sehr kalt mit Bodenfrost werden. Der Jahresniederschlag beträgt zwischen 5 und 200 mm.

## Fotos

Nationalpark und Welterbestätte in der Gemeinde Richtersveld
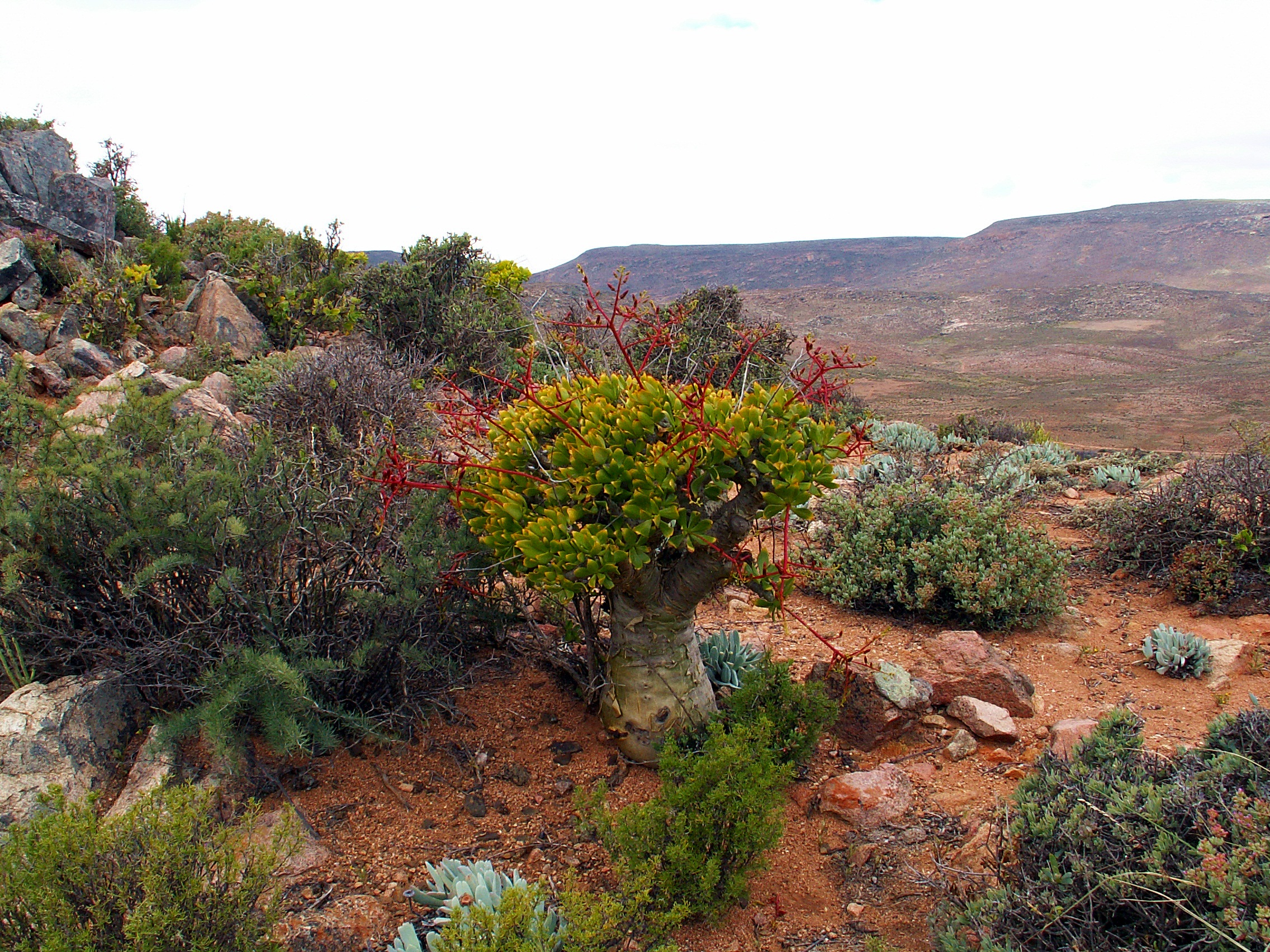
Richtersveld-Nationalpark